# Greegor Peak
Greegor Peak är en bergstopp i Antarktis. Den ligger i Västantarktis. Inget land gör anspråk på området. Toppen på Greegor Peak är 550 meter över havet, eller 286 meter över den omgivande terrängen. Bredden vid basen är 3,9 km.
Terrängen runt Greegor Peak är platt åt sydväst, men åt nordost är den kuperad. Trakten är obefolkad. Det finns inga samhällen i närheten.